# Hitoshi Abe
Hitoshi Abe (jap. 阿部 仁史, Abe Hitoshi; * 1962 in Sendai) ist ein japanischer Architekt.

## Leben
Hitoshi Abe studierte am Southern California Institute of Architecture und erwarb dort 1989 den Master of Architecture. Noch während seines Studiums arbeitete er von 1988 bis 1992 im Büro von Coop Himmelb(l)au. 1992 gründete er das Atelier Hitoshi Abe. 1993 promovierte er an der Universität Tōhoku. Die Hitoshi-Abe-Werkstätte für Architekturdesign am Institut für Technologie der Universität Tōhoku leitete er seit 1994 und lehrte an der Universität auch bis 1998. 1998 wurde er am Institut associate professor und 2002 ordentlicher Professor. Seit 2007 ist er im Department of Architecture and Urbanism der School of Arts and Architecture an der UCLA tätig.

## Werk
- Miyagi Water Tower in Rifi (1994)
- Haus Gravel-2 in Sendai (1998)
- Restaurant Neige-Lune-Fleur in Sendai (1999)
- Miyagi Stadium in Rifu (2000)
- Volkskundemuseum Michinoku in Kurikoma (2000)
- A-House in Sendai (2000)
- Reihoku Chōmin Hall in Reihoku (2002)
- Kanno Museum in Shiogama (2006)
- Department 2 des Campus WU der Wirtschaftsuniversität Wien in Wien (2013)